# Carl Fredrik Söderling
Carl Fredrik Söderling, född den 3 augusti 1813 i Foss socken, död den 15 maj 1872 i Göteborg, var en svensk organist och orgelbyggare.

## Biografi
Hans far var salteriinspektören och amatörorgelbyggaren Mårten Bernhard Söderling. Troligen var han elev till fadern och brodern Johan Nikolaus Söderling. Söderling kom att studera teknik vid Chalmersska slöjdskolan och utexaminerades där 1834. Tiden 1836–1842 var han organist och kantor i Nya Varvets församling utanför Göteborg.

## J N, E & C Söderling
Vid 1830-talets början övertog han tillsammans med bröderna Johan Nikolaus (1802–1890) och Emanuel (1806–1853) faderns verkstad. Firmanamnet var J N, E & C Söderling och Johan Nikolaus var den ledande. Carl Fredrik var verksam som intonatör och tecknare. Firman kom att bli den dominerande i västra och södra Sverige där man byggde över 150 större och mindre orglar. Ett tjugotal av dess är ännu i bruk.